# Julia Kykkänen
Julia Kykkänen, née le 17 avril 1994 à Lahti, est une sauteuse à ski finlandaise.

## Biographie
Julia Kykkänen commence sa carrière internationale en 2007 et est la seule sauteuse dans l'équipe nationale avec Jenni Rautionaho pendant des années. En 2009, pour les premiers championnats du monde pour les femmes en saut à ski, elle prend la 26e place. Aux Championnats du monde 2011, elle occupe le 17e rang, qu'elle améliore en 2013 en terminant dixième.
En 2012-2013, Julia Kykkänen connaît ses premiers podiums en Coupe continentale, avec même une victoire le 9 mars 2013 à Örnsköldsvik.
Elle prend son premier départ en Coupe du monde lors de la première épreuve en décembre 2011 à Lillehammer, où elle obtient une place de quatorzième. Malgré une participation assidue, elle ne peut mieux faire que lors de la saison 2014, avec une treizième place le 22 décembre 2013, puis 13e et 10e les 3 et 4 janvier 2014 à Tchaïkovski, 7e et 19e à Sapporo les 11 et 12 janvier, 10e et 6e à Zaō les 18 et 19 janvier. Le 1er février à Hinzenbach elle est 8e, et enfin le lendemain 2 février, elle accède pour la première fois à un podium avec une troisième place derrière Sara Takanashi et Daniela Iraschko. Cette montée de palmarès lui ouvre les portes des Jeux olympiques de 2014, octroyant un quota à son pays la Finlande. Elle y est dix-septième.
Elle prend la troisième place à Falun pour clore la saison de Coupe du monde au neuvième rang au classement général.
Entre 2015 et 2017, elle n'obtient que sporadiquement des top dix en Coupe du monde et doit attendre l'été 2017 pour monter sur un podium au Grand Prix à Tchaïkovski.
Elle prend part aussi aux Jeux olympiques d'hiver de 2018, où elle devient 23e.
Son frère Jere a aussi pratiqué le saut à ski au niveau international.

## Palmarès

### Jeux olympiques
| Épreuve / Édition | Sotchi 2014 | Pyeongchang 2018 |
| Individuel        | 17e         | 23e              |

### Championnats du monde
| Épreuve / Édition  | Liberec 2009                     | Oslo 2011                        | Val di Fiemme 2013 | Falun 2015 | Lahti 2017 | Seefeld 2019 |
| Individuel         | 26e                              | 17e                              | 10e                | 23e        | 19e        |              |
| Par équipes mixtes | Épreuve inexistante à cette date | Épreuve inexistante à cette date | -                  | 10e        | 11e        | 11e          |

### Coupe du monde
- Meilleur classement général : 9e en 2014.
- 2 podiums : 2 troisièmes places.

#### Classements généraux annuels
| Année | Rang |
| 2012  | 29e  |
| 2013  | 37e  |
| 2014  | 9e   |
| 2015  | 24e  |
| 2016  | 21e  |
| 2017  | 20e  |
| 2018  | 25e  |
| 2019  | 29e  |
| 2020  | 41e  |
| 2021  | 33e  |

### Championnats du monde junior
| Épreuve / Édition | Zakopane 2008 | Štrbské Pleso 2009 | Hinterzarten 2010 | Otepää 2011 | Erzurum 2012 |
| Individuel        | 32e           | 22e                | 23e               | 17e         | 8e           |

### Coupe continentale
- Meilleur classement général : 2e en 2013.
- 1 victoire à Örnsköldsvik en mars 2013.

### Grand Prix
- 1 podium.